# 모치즈키 가즈히토
모치즈키 가즈히토(일본어: 望月 一仁, 1957년 12월 1일 ~ )는 일본의 전 축구 선수, 감독이다.

## 구단 경력
1977년부터 1986년까지 야마하 발동기에서 뛰었다.

## 지도자 경력
2005년부터 2009년까지 에히메 FC에서 감독을 맡았다. 2014년 아술 클라로 누마즈의 감독으로 취임하였다. 2015년부터 2016년까지 반라우레 하치노헤에서 감독을 맡았다.